# Kungens fall
Kungens fall (dansk originaltitel: Kongens Fald) är en historisk roman av den danske författaren Johannes V. Jensen. Romanen handlar om Mikkel Thøgersens liv, som fortlöper parallellt med den danske kungen Kristian II:s liv.
Kongens Fald gavs ut i tre delar åren 1900–1901. I den första delen, Forårets død, löper handlingen från år 1497 till 1500. Den andra delen, Den store sommer, börjar tjugo år senare, 1520, och sträcker sig till 1523 då kungen blir avsatt. Tredje delen, Vinteren, utspelar sig 12 år senare, år 1535.
På svenska kom Kungens fall 1906 i översättning av Ernst Lundquist och 1945 i översättning av Arne Hirdman.
Tidningen Politikens läsare utsåg 1999 Kongens Fald till 1900-talets bästa roman. Den ingår sedan 2006 i Danmarks kulturkanon.